# Regina Veloso
Maria Regina Gonçalves Lopes de Freitas Veloso (* 27. März 1939 in Chinde, Portugiesisch-Ostafrika (heute Mosambik); † Juni 2024) war eine portugiesische Schwimmerin.

## Karriere
Veloso nahm 1960 an den Olympischen Spielen teil. In Rom startete sie im Wettbewerb über 200 m Rücken und sicherte sich dort Rang 29.